# Động đất Ibaraki 2016
Động đất Ibaraki 2016 (茨城県北部地震 (Tỳ Thành địa chấn) Ibaraki-ken hokubu jishin) là trận động đất xảy ra vào lúc 21:38 (JST), ngày 28 tháng 12 năm 2016. Trận động đất có cường độ 6.3 richter, tâm chấn độ sâu khoảng 11 km. Hậu quả trận động đất đã làm hai người bị thương.